# Corispermum villosum
Corispermum villosum là loài thực vật có hoa thuộc họ Dền. Loài này được Rydb. mô tả khoa học đầu tiên năm 1897.